# Sudáfrica en los Juegos Olímpicos de Londres 1948
Sudáfrica estuvo representada en los Juegos Olímpicos de Londres 1948 por un total de 35 deportistas que compitieron en 10 deportes.  

## Medallistas
El equipo olímpico sudafricano obtuvo las siguientes medallas:
| Nombre          | Deporte | Competición          |
| --------------- | ------- | -------------------- |
| Oro             |         |                      |
| Gerald Dreyer   | Boxeo   | Ligero (62 kg) M     |
| George Hunter   | Boxeo   | Semipesado (80 kg) M |
| Plata           |         |                      |
| Dennis Shepherd | Boxeo   | Pluma (58 kg) M      |
| Bronce          |         |                      |
| John Arthur     | Boxeo   | Pesado (+80 kg) M    |